# Gandawa-Wevelgem 2015
77. edycja wyścigu kolarskiego Gandawa-Wevelgem odbyła się 29 marca 2015 i liczyła 233 km. Wyścig figurował w rankingu światowym UCI World Tour 2015.

## Uczestnicy
Na starcie tego klasycznego wyścigu stanęło 25 zawodowych ekip.
| Numery  | Kod | Drużyna                |
| ------- | --- | ---------------------- |
| 1-8     | GIA | Team Giant-Alpecin     |
| 11-18   | EQS | Etixx-Quick Step       |
| 21-28   | LTS | Lotto Soudal           |
| 31-38   | ALM | Ag2r-La Mondiale       |
| 41-48   | AST | Pro Team Astana        |
| 51-58   | BMC | BMC Racing Team        |
| 61-68   | FDJ | FDJ.fr                 |
| 71-78   | IAM | IAM Cycling            |
| 81-88   | LAM | Lampre-Merida          |
| 91-98   | MOV | Movistar Team          |
| 101-108 | OGE | Orica GreenEDGE        |
| 111-118 | TCG | Team Cannondale-Garmin |
| 121-128 | KAT | Team Katusha           |

| Numery  | Kod | Drużyna             |
| ------- | --- | ------------------- |
| 131-138 | LTJ | Team Lotto NL-Jumbo |
| 141-148 | SKY | Team Sky            |
| 151-158 | TTS | Tinkoff-Saxo        |
| 161-168 | TRE | Trek Factory Racing |
| 171-178 | TSV | Topsport Vlaanderen |
| 181-188 | BOA | Bora-Argon 18       |
| 191-198 | COF | Cofidis             |
| 201-208 | MTN | MTN-Qhubeka         |
| 211-218 | ROO | Team Roompot        |
| 221-228 | SOU | Southeast           |
| 231-238 | EUC | Team Europcar       |
| 241-248 | WGG | Wanty-Groupe Gobert |

## Klasyfikacja generalna
| M-ce | Imię i nazwisko    | Kraj            | Drużyna             | Czas       |
| ---- | ------------------ | --------------- | ------------------- | ---------- |
| 1.   | Luca Paolini       | Włochy          | Team Katusha        | 6h 20' 55" |
| 2.   | Niki Terpstra      | Holandia        | Etixx-Quick Step    | + 11"      |
| 3.   | Geraint Thomas     | Wielka Brytania | Team Sky            | + 11"      |
| 4.   | Stijn Vandenbergh  | Belgia          | Etixx-Quick Step    | + 18"      |
| 5.   | Jens Debusschere   | Belgia          | Lotto Soudal        | + 26"      |
| 6.   | Sep Vanmarcke      | Holandia        | Team Lotto NL-Jumbo | + 40"      |
| 7.   | Jürgen Roelandts   | Belgia          | Lotto Soudal        | + 1' 51"   |
| 8.   | Daniel Oss         | Włochy          | BMC Racing Team     | + 4' 15"   |
| 9.   | Alexander Kristoff | Norwegia        | Team Katusha        | + 6' 54"   |
| 10.  | Peter Sagan        | Słowacja        | Tinkoff-Saxo        | + 6' 54"   |